# José Antônio Pimenta Bueno
José Antônio Pimenta Bueno, Marquês de São Vicente, (Santos, 4 de dezembro de 1803 — 19 de fevereiro de 1878) foi um magistrado, diplomata e político brasileiro.  

## Vida pública
Ingressou no serviço público da província de São Paulo aos vinte e um anos de idade. Após formar-se na Academia Jurídica de São Paulo, foi nomeado para a magistratura da província. Foi a desembargador da Relação do Maranhão em 1844 e da Corte em agosto de 1847, antes de ser nomeado ministro do Supremo Tribunal de Justiça. 
Em 1833 foi eleito conselheiro da província de São Paulo e, dois anos depois, nomeado presidente da de Mato Grosso.
Em outubro de 1843 foi indicado Encarregado de Negócios do Brasil no Paraguai; chegou a Assunção em 18 de agosto de 1844 e entregou credenciais ao Presidente Carlos Antonio López em 19 de agosto do mesmo ano. Mais tarde viria a ser consultor da Secretaria dos Negócios Estrangeiros e plenipotenciário para a negociação de acordos com Argentina e Reino Unido.
Eleito deputado, tornou-se em 29 de janeiro de 1848 ministro dos Negócios Estrangeiros, acumulando interinamente também a pasta da Justiça, que chefiou até 30 de maio. Em 8 de março, deixou os Negócios Estrangeiros (ver gabinetes Alves Branco e Macaé).
Na altura de 1849, Pimenta Bueno abandonou as fileiras do Partido Liberal e passou a alinhar-se com o Partido Conservador.
Em 1850, foi nomeado presidente da província do Rio Grande do Sul. Três anos mais tarde, foi escolhido senador do Império por D. Pedro II. Conselheiro de Estado em 1859, foi feito visconde de São Vicente em 1867 e marquês em 1872.
Em 29 de setembro de 1870, formou o gabinete ministerial que chefiou até 7 de março de 1871.

## Vida privada
Segundo Spencer Vampré, "ao que parece, foi exposto à porta do cirurgião-mor José Antônio Pimenta Bueno" e sua mulher Mariana Benedita de Faria e Albuquerque, pois, "no termo de matrícula, a terceira em ordem cronológica, consta ser 'filho de pais incógnitos' ".
Foi casado com Balbina Henriqueta de Faria e Albuquerque. Bacharel em Direito pela primeira turma da tradicional Faculdade de Direito de São Paulo. Foi o nome mais destacado dessa turma acadêmica.

## Cargos públicos
- Primeiro juiz da comarca de Santos
- Chefe de Polícia
- Desembargador da Relação do Maranhão
- Desembargador na Corte
- Ministro dos Negócios Estrangeiros
- Ministro dos Negócios da Justiça - Interino
- Ministro dos Negócios da Justiça
- Presidente do Conselho de Ministros
- Conselheiro de Estado

## Mandatos
- Presidente da província de Mato Grosso - 26 de agosto de 1836 - 21 de maio de 1838
- Deputado geral - 1845 a 1847
- Presidente da província do Rio Grande do Sul - 6 de março a 4 de novembro de 1850
- Senador do Império do Brasil de 1853 a 1878.

## Trabalhos publicados
- Apontamentos sobre as formalidades do Processo Civil (1850)
- Apontamentos sobre o processo Criminal Brasileiro (1857)
- Direito Público Brasileiro e Análise da Constituição do Império (1857)
- Direito internacional privado e aplicação de seus princípios com referência às Leis Particulares do Brasil (1863)
- Considerações relativas ao beneplácito e recurso à Coroa em matéria de culto (1873)
- Prefácio do Ministro M. Seabra Fagundes. Brasília. Senado Federal, 1878. 572 P. Coleção Bernardo Pereira de Vasconcelos. Série Estudos Jurídicos 5
- Teses para a oposição à Cadeira de Substituto. São Paulo, Tip. de Costa Silveira, 1843

## Homenagens recebidas
- Agraciado como dignitário da Imperial Ordem da Rosa, em 1838, por serviços prestados em Mato Grosso.
- A rua principal do bairro da Gávea no Rio de Janeiro se chama Marquês de São Vicente.
- Importante avenida na Zona Oeste de São Paulo se chama Avenida Marquês de São Vicente.
- Escola Estadual em [Santos] com o título "E.E. "Marquês de São Vicente"

## Gabinete de 29 de setembro de 1870
Mais Informações: Gabinete Pimenta Bueno
Foi Presidente do Conselho de Ministros e simultaneamente ministro dos Estrangeiros
- Ministro da Fazenda: Francisco de Sales Torres Homem
- Ministro dos Negócios do Império: João Alfredo Correia de Oliveira
- Ministro da Justiça: José Ildefonso de Sousa Ramos
- Ministro da Marinha: Luís Antônio Pereira Franco
- Ministro da Guerra: João Frederico Caldwell, Raimundo Ferreira de Araújo Lima
- Ministro da Agricultura, Comércio e Obras Públicas: Jerônimo José Teixeira Júnior, João Alfredo Correia de Oliveira